# بات فراي
بات فراي (بالإنجليزية: Pat Fry)‏ هو مهندس بريطاني، ولد في 17 مارس 1964 في شبرتون ‏ في المملكة المتحدة.